# 關仲航
關仲航（1896年—1972年），满族，瓜尔佳氏，原名恩楫，出生於北京，中國近現代九嶷派古琴演奏家。 他曾師從楊宗稷學習古琴，後來亦加入了北京古琴研究會。1930年代荷蘭外交官高羅佩曾从其學琴。
查阜西1950年代初在全國搜集古琴曲、譜時，關仲航的《漁樵問答》也被收錄其中。

## 外部連結
- YouTube上的關仲航演奏之〈漁樵問答〉